# Arsenura xanthopus
Arsenura xanthopus är en fjärilsart som beskrevs av Walker 1855. Arsenura xanthopus ingår i släktet Arsenura och familjen påfågelsspinnare. Inga underarter finns listade i Catalogue of Life.